# جی‌ئی‌ای
جی‌ئی‌ای (انگلیسی: GEA) شرکت صنایع غذایی آلمانی است، که در سال ۱۸۸۱ تأسیس شد.